# Домбал сир Мерт
Домбал сир Мерт (фр. Dombasle-sur-Meurthe) насеље је и општина у североисточној Француској у региону Лорена, у департману Мерт и Мозел која припада префектури Нанси.
По подацима из 2011. године у општини је живело 9959 становника, а густина насељености је износила 888,4 становника/km². Општина се простире на површини од 11,21 km². Налази се на средњој надморској висини од 216 метара (максималној 320 m, а минималној 203 m).

## Демографија
| 1962. | 1968. | 1975.  | 1982. | 1990. | 1999. | 2011. |
| ----- | ----- | ------ | ----- | ----- | ----- | ----- |
| 9.359 | 9.469 | 10 027 | 9.474 | 9.133 | 8.950 | 9.959 |

График промене броја становника у току последњих година